# سد کوگلبرگ
سد کوگلبرگ (به لاتین: Kogelberg Dam) یک سد در آفریقای جنوبی است که در کیپ غربی واقع شده‌است.